# Grease: Live!
Grease: Live! (Brasil: Grease: Ao Vivo! ) é um especial de televisão que foi originalmente transmitido pela Fox em 31 de Janeiro de 2016. Foi uma adaptação ao vivo e televisionada do musical de 1978 Grease, produzido por Marc Platt, dirigido por Thomas Kail, e estrelado por Julianne Hough, Aaron Tveit, Vanessa Hudgens e Carlos Pena Jr..
Seguindo o padrão de musicais televisionados ao vivo que recentemente foram produzidos pela rede NBC, a produção incorporou elementos e canções de ambos a produção teatral original de 1978 e da versão cinematográfica de 1978 de Grease, assim como canções e elementos adicionais que não estavam presentes em outras versões. Com o intuito de adicionar a energia de uma produção teatral, uma audiência ao vivo foi incorporada nas locações. Grease: Live! foi televisionada do Warner Bros. Studios, utilizando dois estúdios internos e a área externa do estúdio.
A recepção crítica foi positiva, com aclamação particular à toda atmosfera e estilo de produção da apresentação, assim como as performances do elenco, em especial Vanessa Hudgens como Betty Rizzo — o especial foi dedicado em memória ao pai de Hudgens, que faleceu de câncer um dia antes do show.

## Sinopse
Após desfrutar de um romance de verão, os estudantes do ensino médio Danny Zuko e Sandy Young são inesperadamente reunidos quando ela se transfere para Rydell High, onde ele coincidentemente estuda. Lá, a mocinha deve lidar com a cínica bad girl Rizzo e suas seguidoras, conhecidas como as Pink Ladies, na tentativa de conquistar o coração de Danny novamente.

## Produção

### Anúncio e seleção do elenco
Em 28 de Abril de 2014, a Fox anunciou que havia feito uma parceria com a Paramount Television para produzir uma adaptação televisionada ao vivo de três horas do musical de Grease 1971, em 2015. A ideia partiu das adaptações musicais ao vivo que haviam sido produzidas pela NBC, como The Sound Of Music Live! e Peter Pan Live!.
Em 17 de Janeiro de 2015, a Fox oficialmente anunciou que Julianne Hough havia sido escalada como Sandy e Vanessa Hudgens como Rizzo, e que o especial iria ao ar no dia 31 de Janeiro de 2016. O Entertainment Weekly noticiou que o especial foi adiado de sua data inicial devido ás dificuldade em encontrar o elenco. Em 28 de Maio de 2015, foi anunciado que Keke Palmer entrou para o elenco como Marty Maraschino, uma das Pink Ladies. Em 9 de Julho de 2015, Aaron Tveit foi anunciado como Danny Zuko, e Carlos Pena Jr. como Kenickie. Em 30 de Setembro de 2015, foi anunciado que Carly Rae Jepsen, Kether Donohue, e David Del Rio estrelariam como Frenchy, Jan, and Putzie, respectivamente. Em 6 de Novembro de 2015, foi anunciado que Jordan Fisher, Andrew Call e Yvette Gonzalez-Nacer se juntaram à produção como Doody, Sonny e Cha-Cha, respectivamente.

### A mistura das versões deGrease
O diretor Thomas Kail envisionou Grease: Live sendo como uma "combinação" de elementos do musical original e a versão cinematográfica de 1978 de Grease: Nos Tempos da Brilhantina. Ao mesmo tempo que a produção incorporou canções que foram criadas para o filme, como a performance da canção-tema "Grease (Is The Word)" cantada por Jessie J, "You're the One That I Want", e "Hopelessly Devoted to You", também usou canções que exclusivas da versão para os palcos, como "Freddy, My Love" e "Those Magic Changes". Kail explicou que "bem cedo eu comecei a imaginar como isso seria, conversando com Marc Platt, nosso produtor executivo, e o pessoal da Paramount, uma das coisas que estávamos bem focados era de tentar capturar o espírito de ambas a versões original de Grease e o filme que deixou uma impressão tão marcante em todos nós. Para tentarmos honrar e homenagear algo que nos moveu e temos tanta afeição por, e então tentar fazer nossa própria versão disso."
A produção também contém algumas novas músicas; "All I Need Is an Angel" foi escrita para a personagem Frenchy (Carly Rae Jepsen) por Tom Kitt e Brian Yorkey de Next to Normal fame. DNCE, a banda de Joe Jonas fez uma participação especial como Johnny Casino and The Gamblers durante o baile de Rydell High; em adição à "Born to Hand Jive" e "Rock and Roll Is Here to Stay", a banda também performou "Maybe Baby", da banda The Crickets, assim como uma versão remix inspirada nos anos 50 do seu próprio single de estreia, "Cake by the Ocean". Em uma entrevista com a Rolling Stone, Jonas explicou que a banda foi procurada pelos produtores para o papel após assistir a um show em Nova Iorque.

### Locações e cenários
Grease: Live" foi transmitido do Warner Bros. Studios em Burbank, Califórnia, usando dois estúdios internos e 44 câmeras. O]]cenografista]] David Korins explicou que explicou que o ponto de um musical televisionado ao vivo seria "realmente mostrar o que o teatro, o cinema e a televisão fazem de melhor". Grease: Live! foi apresentado para uma audiência ao vivo que estava presente em cada locação de filmagem, e que também estavam diretamente integrados entre figurantes relevantes nas cenas, quanto em multidões. Kail explicou que ele queria capturar o "sentimento" das audiências em uma produção teatral ao vivo". The Hollywood Reporter believed that the use of live audiences would help to stylistically distinguish Grease: Live from the NBC live musicals that it was patterned after.

### Patrocinadores
O preço para um comercial de 30 segundos durante Grease: Live! foi entre $300,000 e $320,000 dólares. Coca-Cola foi assinado em como um dos principais patrocinadores do especial; o patrocínio incluiu colocação de produtos com embalagens antigas da Coca-Cola e bebidas dentro do especial (como uma máquina de venda automática e na cena do jantar,) e patrocinando conteúdos nas mídias sociais.
A fim de ser apropriado para televisão aberta e para apaziguar os anunciantes, várias músicas foram editadas para o índice; Platt afirmou que seu objetivo era fazer Grease: Live! um show "familiar", mas ainda queria manter "a borda apropriada" necessária do musical. Entre as edições, "Greased Lightnin'" mudou as letras "the chicks'll cream" para "the chicks'll scream" e "pussy wagon" para "dragon wagon", enquanto a profanidade italiana "fongool" foi alterada para "be cool" em "Look At Me, I'm Sandra Dee".

### Problemas com o tempo e falecimento de Greg Hudgens
O uso de cenários ao ar livre para partes do especial deixou a produção preocupada de que poderia ser afetadas pelo clima, especialmente com as previsões acusando 100% de chance de chuva e possíveis trovoadas no dia do show. Kail afirmou que a produção tinha planos de contingência em caso de chuva, enquanto Platt afirmou que sua equipe havia considerado a possibilidade de chuva em seus planos de "muitos meses", e que, enquanto a segurança fosse a mais alta prioridade, o show ainda continuaria, fazendo chuva ou sol.
Enquanto preparados para a possibilidade de chuva, o vento também foi um fator importante: uma hora antes do especial ir ao ar, Platt foi informado de que uma estrutura particular no set ao ar livre não poderia ser usada por razões de segurança. Enquanto a equipe estava no processo de re-encenar o número de abertura para excluir a estrutura, a chuva e o vento passou, e engenheiros permitiram o uso da estrutura, voltando à ideia inicial. A abertura da transmissão apresentou referências às condições: Mario Lopez brincou introduzindo "El Niño" como sendo um "convidado especial", enquanto o número de abertura, "Grease (Is the Word) ", foi realizada com guarda-chuvas. O clima também foi mencionado pela diretora no especial: durante uma discussão sobre ter uma transmissão ao vivo em Rydell High, a Diretora McGee (Ana Gasteyer) ironiza: "Vamos torcer para que não chova."
No dia da transmissão, Vanessa Hudgens anunciou no Twitter que seu pai, Gregory Thomas Hudgens, tinha falecido de câncer na noite anterior, e que ela iria dedicar sua performance em Grease: Live! à sua memória. Platt contou ao Entertainment Weekly que estava "extremamente orgulhoso" de como Hudgens lidou com a situação, descrevendo-a como uma "jovem muito determinada", que "sabe que o show tem que continuar, como qualquer ator do teatro ou em um evento ao vivo. Então, ela decidiu que iria tomar seus sentimentos de perda e tristeza e colocá-los em uma caixa para aquela tarde, e iria usá-los para alimentar o seu desempenho e iria fazê-lo em homenagem ao seu pai".
Além disso, a Fox e a Paramount permitiram a produção de ser dedicada em memória de Greg; Platt contou que "o elenco estava atrás dela e todos deram as mãos e disseram: "Nós vamos viver neste momento. Às vezes a vida interfere. Mas todos trabalharam tão duro por esse momento e vamos fazê-lo.'"

## Elenco

### Principal
- Julianne Hough como Sandy Young[22]
- Aaron Tveit como Danny Zuko[23]
- Vanessa Hudgens como Betty Rizzo[22]
- Carlos Pena Jr. como Kenickie[23]
- Carly Rae Jepsen como Frenchy[24]
- Keke Palmer como Marty Maraschino[25]
- Kether Donohue como Jan[26]
- David Del Rio como Putzie[26]
- Jordan Fisher como Doody[27]
- Andrew Call como Sonny Latierre[28]
- Mario Lopez como Vince Fontaine[29]
- Ana Gasteyer como Diretora McGee[29]
- Elle McLemore como Patty Simcox[30]
- Wendell Pierce como Treinador Calhoun[31]
- Eve Plumb como Srª. Murdock[29]
- Sam Clark como Leo[32]
- Didi Conn como Vi (Conn interpretou Frenchy no filme original)[33]
- Barry Pearl como Sr. Stan Weaver (Pearl interpretou Doody no filme original)[33]
- Yvette Gonzalez-Nacer como Charlene "Cha-Cha" DiGregorio[28]
- Noah Robbins como Eugene Felsnick[32]
- Joe Jonas como Johnny Casino[34]
- DNCE como The Gamblers[34]
- Jon Robert Hall com Tom Chisum[32]
- Boyz II Men como os Teen Angels[29]
- Jessie J como a cantora de "Grease (Is the Word)"[26]

### Elenco de apoio
- Carly Bracco
- Gregory Haney
- Harley Jay
- Chris Meissner
- Tiana Okoye
- Kayla Parker
- Dominic Pierson
- Cailan Rose

### Dançarinos
- Nick Baga
- Karen Chuang
- Janaya French
- Courtney Galiano
- Marko Germar
- Jeremy Hudson
- KC Monnie
- Haylee Roderick
- Brooke Shepherd
- Ade Chike Torbert
- Anthony Rogers

## Trilha sonora
Grease Live! (Music from the Television Event) é a trilha sonora original para o especial televisivo Grease: Live. Foi originalmente lançado no dia 31 de Janeiro de 2016, pela Paramount Pictures, com as canções performadas ao vivo no especial exibido pelaFOX. A edição da loja Target, incluindo quatro faixas bônus, foi lançada no dia 4 de Março. No show, 23 canções foram performadas, mas apenas 19 foram incluídas na trilha sonora original. "Alma Mater" (performanda por Ana Gasteyer and Haneefah Wood), a reprise de "Summer Nights" (performada por Julianne Hough and Aaron Tveit), "Mooning" (performada pela DNCE) e o medley "Rydell Fight Song" / "Cheerleading Tryouts" (performada por Elle McLemore e Julianne Hough) não foram incluídas em nenhuma versão do álbum.

### Lista de músicas
| N.º | Título                              | Cantada por                   | Duração |  |
| 1.  | "Grease (Is the Word)"              | Jessie J                      | 2:15    |  |
| 2.  | "Summer Nights"                     | Elenco de Grease: Live!       | 3:09    |  |
| 3.  | "Freddy My Love"                    | Keke Palmer                   | 3:16    |  |
| 4.  | "Look at Me, I'm Sandra Dee"        | Vanessa Hudgens               | 3:30    |  |
| 5.  | "Greased Lightnin'"                 | Aaron Tveit e Carlos PenaVega | 2:43    |  |
| 6.  | "Those Magic Changes"               | Jordan Fisher e Aaron Tveit   | 3:25    |  |
| 7.  | "All I Need Is an Angel"            | Carly Rae Jepsen              | 2:22    |  |
| 8.  | "Beauty School Dropout"             | Boyz II Men                   | 3:15    |  |
| 9.  | "Cake by the Ocean"                 | DNCE                          | 2:57    |  |
| 10. | "Maybe (Baby)"                      | DNCE                          | 2:34    |  |
| 11. | "Born to Hand Jive"                 | DNCE                          | 3:32    |  |
| 12. | "Hopelessly Devoted to You"         | Julianne Hough                | 3:31    |  |
| 13. | "Sandy"                             | Aaron Tveit                   | 2:26    |  |
| 14. | "There Are Worse Things I Could Do" | Vanessa Hudgens               | 2:35    |  |
| 15. | "You're the One That I Want"        | Julianne Hough e Aaron Tveit  | 2:43    |  |
| 16. | "We Go Together"                    | Elenco de Grease: Live!       | 2:43    |  |

| Faixas bônus da Target |                                         |                |         |  |
| N.º                    | Título                                  | Cantada por    | Duração |  |
| 17.                    | "Rock n' Roll Party Queen"              | DNCE           | 2:26    |  |
| 18.                    | "Rock n' Roll Is Here to Stay"          | DNCE           | 2:35    |  |
| 19.                    | "Look at Me, I'm Sandra Dee (Reprise)"  | Julianne Hough | 2:43    |  |
| 20.                    | "Grease (Is the Word)" (Versão Karaokê) | Instrumental   | 2:43    |  |

### Tabelas
| Tabela (2016)                   | Posição |
| ------------------------------- | ------- |
| Australian Albums (ARIA Charts) | 85      |
| US Billboard 200                | 37      |
| US Billboard Top Soundtracks    | 1       |

## Recepção
Grease: Live! recebeu críticas em sua maioria positivas. O agregrador de revisões Rotten Tomatoes listou o especial com uma classificação de 91% com base em 34 avaliações e uma classificação média de 8,3 / 10, afirmando que "Grease: Live aguentou a pressão e jogou fora convencionalismo."
O especial recebeu 10 indicações ao Primetime Emmy Awards, vencendo 5 deles: "Outstanding Production Design for a Variety, Nonfiction, Event or Award Special", "Outstanding Special Class Program", "Outstanding Lighting Design/Lighting Direction for a Variety Special", "Outstanding Technical Direction, Camerawork, Video Control for a Limited Series, Movie or Special " e "Outstanding Directing for a Variety Special". Grease: Live! foi o primeiro especial ao vivo a receber múltiplos prêmios no Primetime Emmy Awards.

### Classificações
Grease: Live! foi visto por 12,18 milhões de espectadores, entre 18-49, tornando-se o programa mais assistido da noite. O especial trouxe à Fox suas melhores classificações da temporada 2015-16 da televisão desde a estreia da segunda temporada da série Empire, em Setembro de 2015, que foi visto por 16,18 milhões de telespectadores. As classificações gerais e demográficas também venceu a apresentação de The Wiz Live!, que aconteceu em Dezembro de 2015 na NBC, com 6% maior de audiência global, e 30% maior entre 18-49. Embora ambos competiram contra jogos da Liga Nacional de Futebol, The Wiz competiu contra um jogo primetime da temporada regular na CBS, e Grease: Live! contra o 2016 Pro Bowl na ESPN. Mais de 1,2 milhões de posts no Twitter foram feitas em toda a exibição, com a maioria oferecendo condolências para o pai de Hudgens '. Uma reprise de Grease: Live no dia 7 de Março de 2016, Páscoa nos Estados Unidos, foi vista por 1,54 milhões de espectadores.
O TiVo Inc. estimou que o solo de Hudgens "There Are Worse Things I Could Do" foi a cena mais reassistida do especial. O especial foi o assunto mais comentado no Twitter mundial durante todo o dia, sendo a Rizzo de Vanessa Hudgens a personagem mais comentada na rede social, somando 39 mil tweets apenas sobre ela.

### Prêmios e Indicações
| Prêmio                                                     | Categoriay                                                                                                  | Indicado | Resultado |
| ---------------------------------------------------------- | --- | --- | --------- |
| Primetime Emmy Awards                                      | Outstanding Production Design for a Variety, Nonfiction, Event or Award Special                             | David Korins, Joe Celli, Jason Howard | Venceu    |
| Primetime Emmy Awards                                      | Outstanding Special Class Program                                                                           | Grease: Live | Venceu    |
| Primetime Emmy Awards                                      | Outstanding Casting for a Limited Series, Movie or Special                                                  | Telsey + Company | Indicado  |
| Primetime Emmy Awards                                      | Outstanding Costumes for a Variety, Nonfiction or Reality Program                                           | William Ivey Long, Paul Spadone, Nanrose Buchman, Gail Fitzgibbons, Tom Beall | Indicado  |
| Primetime Emmy Awards                                      | Outstanding Hairstyling for a Multi-Camera Series or Special                                                | Mary Guerrero, Kimi Messina, Gail Ryan, Jennifer Guerrero, Dean Banowetz, Lucia Mace | Indicado  |
| Primetime Emmy Awards                                      | Outstanding Directing for a Variety Special                                                                 | Thomas Kail, Alex Rudzinski | Venceu    |
| Primetime Emmy Awards                                      | Outstanding Lighting Design/Lighting Direction for a Variety Special                                        | Al Gurdon, Travis Hagenbuch, Madigan Stehly, Will Gossett, Ryan Tanker | Venceu    |
| Primetime Emmy Awards                                      | Outstanding Makeup for a Multi-Camera Series or Special                                                     | Zena Shteysel, Angela Moos, Julie Socash, Alison Gladieux | Indicado  |
| Primetime Emmy Awards                                      | Outstanding Sound Mixing for a Variety Series or Special                                                    | Biff Dawes, Eric Johnston, Bob LaMasney, Pablo Munguia, Kevin Wapner, John Protzko, John Garlick, Barrance D. Warrick | Indicado  |
| Primetime Emmy Awards                                      | Outstanding Technical Direction, Camerawork, Video Control for a Limited Series, Movie or Special           | Eric Becker, Bert Atkinson, Keith Dicker, Randy Gomez, Sr., Nat Havholm, Ron Lehman, Dave Levisohn, Tore Livia, Mike Malone, Adam Margolis, Rob Palmer, Brian Reason, Damien Tuffereau, Easter Xua, Chris Hill, Matt Pascale | Venceu    |
| Art Directors Guild, Excellence in Production Design Award | Awards or Event Special                                                                                     | David Korins, Joe Celli, Jason Howard, Resa Jorgensen, Ryan Grossheim | Indicado  |
| Casting Society of America, USA                            | Outstanding Achievement in Casting - Television Movie or Miniseries                                         | Bernard Telsey, Tiffany Little Canfield, Justin Huff | Indicado  |
| Cinema Audio Society, USA                                  | Outstanding Achievement in Sound Mixing for Television - Non-Fiction, Variety or Music - Series or Specials | J. Mark King, Biff Dawes, Eric Johnston, Pablo Munguia | Venceu    |
| Directors Guild of America, USA                            | Outstanding Directorial Achievement in Movies for Television and Mini-Series                                | Thomas Kail, Alex Rudzinski | Indicado  |
| Hollywood Makeup Artist and Hair Stylist Guild Awards      | Best Period and/or Character Makeup - Television Mini-Series or Motion Picture Made for Television          | Zena Shteysel, Angela Moos, Julie Socash | Indicado  |
| MTV Movie & TV Awards                                      | Best Musical Moment                                                                                         | Julianne Hough e Aaron Tveit por "You're the One That I Want" | Venceu    |

## Transmissões internacionais
No Canadá, Grease: Live! foi transmitido pela CTV Television, simultaneamente com a exibição norte-americana no dia 31 de Janeiro de 2016. O especial foi ao ar no dia 2 de Fevereiro de 2016 na Austrália pela Nine Network, 3 de Fevereiro no Reino Unido pela ITV2, 5 de Fevereiro de 2016 na Nova Zelândia pelo TV3, 7 de Fevereiro na Noruega, pela FEM, 20 de Fevereiro na Dinamarca pelo TV 2 Fri. e 3 de Março na Itália, pelo Rai 4, Na América Latina, foi transmitido pela FOX Family em 24 de Abril. No Brasil, o especial foi exibido no dia 28 de Maio de 2016 pela Rede Telecine. Foi transmitido na Suécia pelo SVT1 no dia 12 de Junho de 2016, e na Holanda no dia 22 de Julho de 2016 no rtl.